# Samsung Galaxy A11
El Samsung Galaxy A11 es un teléfono inteligente Android desarrollado por Samsung. Se lanzó por primera vez el 1 de mayo de 2020 como sucesor del Samsung Galaxy A10.

## Diseño
El A11 es considerablemente menos compacto que su predecesor, mide 161,4 x 76,3 x 8 mm y pesa 177 g, 9 gramos más que el A10. En apariencia, el Galaxy A11 se parece bastante al Galaxy A10s. Tiene un bisel envolvente delgado que rodea la pantalla, con un bisel inferior considerablemente más grande. Ambos teléfonos tienen un escáner de huellas dactilares en la parte posterior y la posición de la cámara está en la parte superior izquierda de ambos teléfonos. Sin embargo, el conjunto de cámaras es la mayor diferencia de diseño entre los modelos A10 y A11. Si bien ambos tienen sus cámaras contenidas en un pequeño óvalo vertical, el A11 tiene una cámara adicional (lo que hace que dicho óvalo sea más grande verticalmente), y el flash se ha movido a la derecha del sensor de profundidad (la cámara superior) en lugar de debajo del oval. Además, el diseño de la cámara selfie es diferente. Los A10 tenían una muesca en forma de lágrima, mientras que el A11 tiene un perforador en la esquina superior izquierda. Además, en el A11, todos los botones físicos están en el lado derecho, mientras que en los A10, los botones de volumen estaban a la izquierda. El A11 viene en cuatro colores diferentes: negro, blanco, rojo y azul.

## Características

### Hardware
El Samsung Galaxy A11 tiene una pantalla LCD IPS de 6.4 ", con una resolución de 1560x720 (HD +). El teléfono tiene una CPU Octa-core de 1.8GHz (el nombre del procesador no está confirmado actualmente, aunque algunos sitios dicen que es el Snapdragon 450), y vendrá con 32 GB o 64 GB de almacenamiento (que se puede ampliar con una tarjeta microSD de hasta 512 GB, para un total máximo de 544 GB) y 2 o 3 GB de RAM. El teléfono tiene una batería de 4000 mAh y admite carga rápida de 15 W.

#### Cámaras
A diferencia del Galaxy A10, que solo tenía una cámara trasera, el A11 tendrá tres. Las especificaciones de la cámara principal son prácticamente las mismas, salvo por un ligero aumento en la apertura (f / 1.8, desde f / 1.9). El A11 también tiene una cámara ultra ancha, que será un sensor de 5MP detrás de una lente f / 2.2. El A11 también tendrá un sensor de 2MP, f / 2.4 para información de profundidad. La cámara selfie recibirá un aumento de 8MP (en vez de 5). De arriba abajo, el orden de las cámaras es sensor de profundidad, principal, ultra-ancho.

### Software
El A11 viene con Android 10 bajo One UI 2, Pero se puede actualizar hasta Android 12 y One UI 4.1.